# .vc
.vc (São Vicente e Granadinas) é o código TLD (ccTLD) na Internet para São Vicente e Granadinas.
No Brasil domínios terminados em com.vc ou .vc são usados por alguns sites devido a vc servir como abreviação para a palavra você, embora essa não seja a significação real dessa TLD, acabou sendo bastante usado no país.